# Зибика
Зибика (словен. Zibika) — поселення в общині Шмарє-при-Єлшах, Савинський регіон, Словенія. 
Висота над рівнем моря: 226,7 м.